# Ivan I. Mueller
Ivan Istvan Mueller (* 9. Januar 1930 in Budapest; † 12. April 2023) war ein US-amerikanischer Geodät und emeritierter Professor an der Ohio State University, welche die wichtigste Ausbildungsstätte für Geodäsie in den USA darstellt.

## Biografie
Der 1930 in Budapest geborene Mueller hat die Satellitengeodäsie von ihren Anfängen an geprägt und insbesondere einige Projekte für interkontinentale Netze der Satellitentriangulation konzipiert, von denen eines mit Verwendung von Dopplersatelliten (1973/74) als bahnbrechend gilt. Es wurde mit dem Weltnetz der Satellitentriangulation von Hellmut Schmid (USA/Schweiz 1974) zu der bis dato genauesten Koordinatenbestimmung über alle Meere hinweg kombiniert und erreichte eine Standardabweichung von etwa ±3 m, was etwa 20-mal genauer als die terrestrischen Methoden war, die damals äußerst langwierige Messungen über Inselketten erforderten.
Unter seinen vielen anderen Ideen und Projekten sei eines zum Satellite Laser Ranging (SLR) erwähnt, mit dem die Geodynamik von Kalifornien erforscht wurde. Mueller schlug vor, die Laser-Distanzmessungen nicht von zahlreichen Bodenstationen aus durchzuführen, sondern einen aktiven Lasersatelliten mit Laufzeitmessung an Bord zu entwickeln. Damit könne eine wesentliche Ersparnis und Beschleunigung der Messungen eintreten. Die Idee erwies sich als technisch noch nicht durchführbar, wurde aber in ähnlicher Form um 1990 für das französische DORIS-Dopplermesssystem übernommen.
Mueller war neben einem Spitzenforscher auch ein ausgezeichneter Organisator und erhielt mehrere Ehrendoktorate. Er ist Mitglied einiger wissenschaftlicher Akademien, unter anderem jener von Österreich und von Ungarn. Er war auch leitend an mehreren Lehrgängen der International School of Geodesy (Sommerschulen) beteiligt. Mueller starb am 12. April 2023.

## Werke
Von Mueller verfasste Lehrbücher:
- Spherical and Practical Astronomy as Applied to Geodesy. Frederick Ungar Publishing Co., New York 1969 (2. Auflage 1977; 615 Seiten).
- zusammen mit Helmut Moritz: Earth Rotation – Theory and Observation. Ungar, New York 1987, ISBN 0-8044-4671-7 (617 Seiten).